# Газарейська кухня

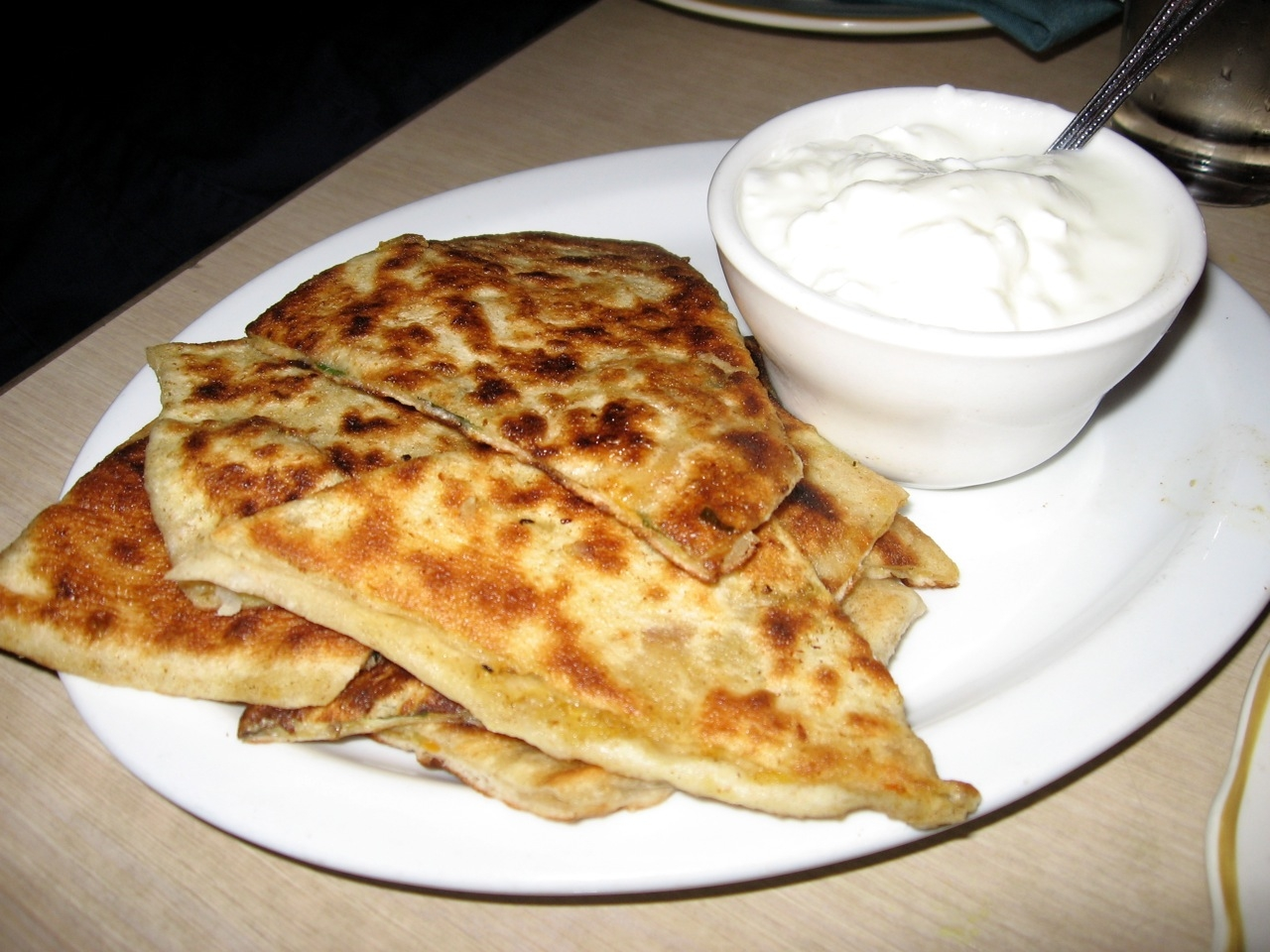
Піркі

Газарейська кухня (дарі غذای هزارگی) — кухня народу газарейців, що мешкають в Афганістані (регіон Хазараджат) та Пакистані (провінція Белуджистан). Сформувалося під впливом узбецької, таджицької, перської та індійської кухонь, має подібності із сусідніми регіональними кухнями Афганістану.

## Характеристика
Основу становлять м'ясо і молочні продукти. Використовується велику кількість масла в процесі приготування. Проте, на великих офіційних зборах або під час присутності гостей у будинку можуть бути приготовлені різні продукти. Кухня здебільшого зосереджена на хлібі.

### Хліб
Існує три основних типи хліба: тава (запечений на плитах), хліб виготовлений в тондирі, наана (товстий хліба з формою у вигляді цегли).

### Страви
Закуска представляє собою піркі (в інших афганських кухнях відома як болані), що має 2 види: паратха (з вареною картоплею і зеленою цибулею) та гандана (порей чи зелена цибуля). В обидва додається багато часнику, солі та чорного перцю.
З м'ясних страв поширені кабардаг (або сурк-када) — телятина чи баранина, переважно ребра, яке обсмажують з часником і сіллю, а потім готують на пару; па'іча-іа — страва з вареної корови чи овець, яка може включати голову та/або ноги, цибулю, часник, сіль, олію, зерна пшениці, бобові. Готується на кшталт хашу. М'ясо вживають у сушеному вигляді, воно називається кадід (قدید) — готується 4—6 тижнів. Вживається з яхнією.
Популярною є страва ааш (дарі آش) — локшина з кашком (айраном), свіжою м'ятою і сіллю. У вечірньому варіанті додають м'ясний фарш. У афганських газарейців зверху додають порошок під назвою «пудіна» (рослина, близька до м'яти, яка росте тільки в Баміані). Повсякденною їжею є далда (دلده) — з вареної подрібненої пшениці, яка подається з розтопленим топленим маслом або вершковим маслом, часто з смаженою коричневою цибулею.
Рис вживається не часто, але популярними є шола (на кшталт рисового пудингу), шир-біріні (варений рис на молоці з додаванням цукру і кардамону), кабулі— відварений рис із смаженою морквою та родзинками. На свята готують бір'яні — гострий рис з м'ясом теляти, баранини, курятини. На весілля подають чавол таркарі — білий відварений рис з таркарі (соус з м'ясом).
Поширення центральноазійські страви курт і манту. Разом з тим присутня власна варіація вареників — аашак (اشک) — з м'ясною, шпинатовою, часниковою начинкою. Зазвичай його подають з айраном.

### Овочі, фрукти, солодощі
Фрукти та овочі окремо споживаються лише у сезон. На різних святах вживаються горіхи, насамперед мигдаль, а також солодощі: маліда, халва-е-сванак (حلوه سمنک) — козинаки з волоськими горіхами і мигдалем), шир-ях (заморожене солодке молоко), фірні.

## Напої
Чай є найпопулярнішим напоєм. Його п'ють з молоком з додаванням вершкового масла (називається шир роґо). На сніданок чай вживають з чангалі (варіант маліди)

## Вживання
Типовий обіду чи вечеря зазвичай складається з приготування однієї страви, а не широкого вибору. Проте, на великих офіційних зборах або під час присутності гостей у будинку можуть бути приготовлені різні продукти.
Беруть їжу своїми руками, не застосовуя столові прибори. У газарійців є гостинний обідній етикет — прийнято готувати особливі страви для гостей та надавати їм найкращі місця під час їжі.